# مورغان تايلور ريد
مورغان تايلور ريد (بالإنجليزية: Morgan Taylor Reid)‏ هو مغني وموسيقي ومنتج أسطوانات وملحن ومغن مؤلف وعازف بيانو أمريكي، ولد في 1 نوفمبر 1985 في سانتا روسا في الولايات المتحدة.

## وصلات خارجية
- الموقع الرسمي
- مورغان تايلور ريد على موقع ميوزك برينز (الإنجليزية)
- مورغان تايلور ريد على موقع ديسكوغز (الإنجليزية)